# Adrián de Moxica
Adrián de Moxica, nella grafia basca moderna Adrian Muxika (1453 – Hispaniola, 1499), è stato un nobile, esploratore e navigatore spagnolo.
Adrián de Moxica è nato da una nobile famiglia spagnola di origini basche. Nel 1498 accompagnò Cristoforo Colombo nel suo terzo viaggio nelle Americhe, dove partecipò alla ribellione contro Colombo nel 1499 guidata da Francisco Roldán. Moxica ebbe una parte cruciale nella ribellione e fu il principale iniziatore delle atrocità contro i nativi americani contro la volontà di Cristoforo Colombo. Sebbene la ribellione ebbe successo, de Moxica fu arrestato dalle truppe di Colombo e impiccato.

## Nella cultura di massa
Nel film del 1992 di Ridley Scott 1492. La conquista del Paradiso Adrián de Moxica è interpretato da Michael Wincott. Nel film Moxica è la nemesi di Colombo assumendo il ruolo di capo della ribellione di Roldán. Inoltre, al contrario della realtà storica, dopo essersi confrontato con Colombo e i suoi, de Moxica si suicida buttandosi da un burrone per non essere catturato.